# Bartınspor
Maillots
Bartınspor est un club de football turc fondé en 1935. Le club est basé à Bartın.
Le club vit son époque la plus brillante dans les années 1980, lorsqu'il évolue en deuxième division.
Le club évolue actuellement en Ligue régionale amateur. 
Le club joue ses matchs à domicile dans le "Bartın Atatürk Stadyumu". La capacité du stade est de 5 000 places.
Les couleurs du club sont le rouge et le noir.

## Historique
- 1935 : fondation du club

## Les supporters
- Genç Martılar est le groupe phare de Bartınspor qui est fondé en 2009.